# Français Pour Une Nuit
Français Pour Une Nuit ("Francês Por Uma Noite", em francês) é um DVD ao vivo da banda americana de heavy metal Metallica, gravado em Nîmes, França, na Arena de Nîmes em 7 de julho de 2009. Foi lançado em três formatos. Um DVD padrão em digipak incluindo um livreto de 16 páginas; um Blu-ray, também em digipak com o livreto; e uma edição de luxo, limitada, incluindo o DVD, uma cópia de Death Magnetic em CD, uma camiseta, um ingresso metalizado, e cinco fotos exclusivas. Apesar de ter sido lançado apenas na França, foi exportado em quantidade suficiente para ser considerado um lançamento regular.

## Faixas
1. "Blackened"
2. "Creeping Death"
3. "Fuel"
4. "Harvester of Sorrow"
5. "Fade to Black"
6. "Broken, Beat & Scarred"
7. "Cyanide"
8. "Sad but True"
9. "One"
10. "All Nightmare Long"
11. "The Day That Never Comes"
12. "Master of Puppets"
13. "Dyers Eve"
14. "Nothing Else Matters"
15. "Enter Sandman"
16. "Stone Cold Crazy"
17. "Motorbreath"
18. "Seek & Destroy"